# Släng kniven
Släng kniven! var en kampanj i Sverige, startad i juni 1995, där ungdomar som brukade beväpna sig med kniv fick slänga in sina knivar till insamlingar som anordnades av Expressen, Rikspolisstyrelsen och Svenska kyrkan. Symbolen var en kniv bruten i två delar. Bland annat fanns en stor container på Sergels torg, i vilken knivarna skulle kastas.

## Bakgrund
Kampanjen drog igång 1995 efter att landet skakats av flera knivdåd bland ungdomar, vissa med dödlig utgång. Den 12 juni 1995 beslöt Sveriges dåvarande justitieminister Laila Freivalds (Socialdemokraterna) att snabbutreda hur vanligt det var att ungdomar bar kniv.

## Utredning
Den 29 september 1995 presenterade den svenske kriminologen Leif G.W. Persson tillsammans med Rikspolisstyrelsens forskningsenhet och Brottsförebyggande rådet (BRÅ) utredningen om knivvåld. Utredningen visade bland annat att andelen knivrelaterade våldsbrott med dödlig utgång stigit från 20 % år 1950 till 50 % under första halvåret 1995. Dock bar bara cirka 1 % av alla skolungdomar i Sverige kniv enligt utredningen och inte mellan 10 och 40 % som man trott i tidigare undersökningar. Enligt utredningen begicks de flesta knivdåden av en mycket liten grupp ungdomar. De ungdomar som bar kniv var enligt utredningen kriminella sedan tidigare och/eller hade andra sociala problem.

## Kampanjens resultat
Kampanjen gav inga större resultat gällande hur många knivar som lämnades in. 